# Erik Satie
Éric Alfred Leslie Satie, assinando como Erik Satie a partir de 1884, (Honfleur, 17 de maio de 1866 — Paris, 1 de julho de 1925) foi um compositor e pianista francês. Relevante no cenário de vanguarda parisiense do começo do século XX, foi o precursor de movimentos artísticos como minimalismo, música repetitiva e teatro do absurdo.
Tornou-se cult entre os jovens compositores, que eram atraídos pelos títulos bem-humorados de suas peças, e exerceu grande influência em seus amigos, os notáveis contemporâneos Debussy e Ravel, mudando assim o curso da história da música.  Foi ainda inovador por ter sido um dos precursores do ragtime, estilo de pré-jazz, com as estruturas minimalistas que ele propôs.

## Biografia

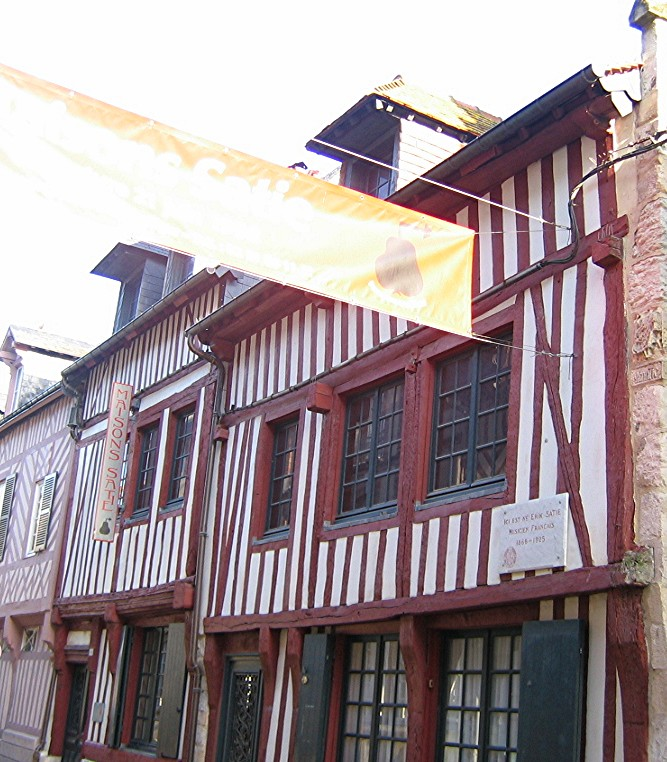
Casa de Satie em Honfleur

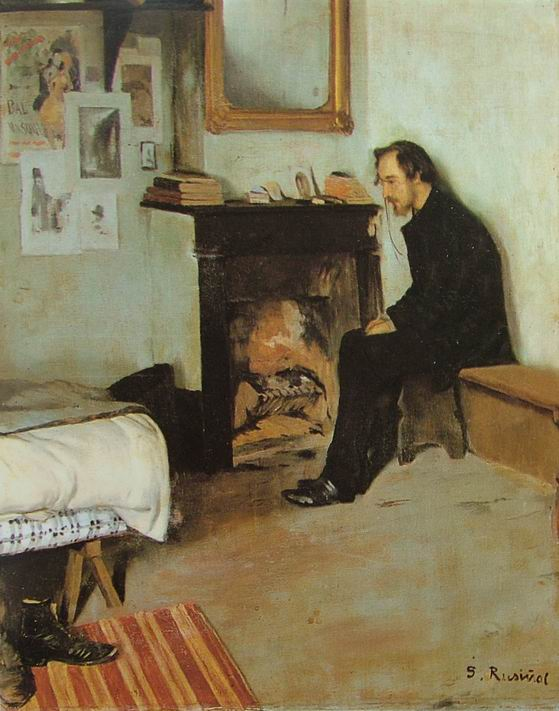
Satie Logis, Santiago Rusiñol, (1891)

Nascido no distrito de Pont-l'Evêque, em Honfleur, na região da Normandia, teve dois irmãos mais novos, Olga e Conrad. Sua mãe, Jane Leslie Aston, era escocesa e morreu quando ele tinha sete anos. Seu pai, Jules Alfred Satie, francês, foi morar em Paris e Erik foi criado por seu tio boêmio Adrien Satie. Em Honfleur aprendeu piano com Gustave Vinot, discípulo de Niedermeyer e organista da igreja de Sainte-Catherine.
Mudou-se para a capital francesa em 1878 e com quatorze anos ingressou no Conservatório de Paris, onde foi depreciado pelos professores, sendo considerado medíocre, preguiçoso, imprestável e sem o menor senso de ridículo. Nos anos 1890, foi morar em um pequeno quarto na Rue Cortot 6, em Montmartre. Tornou-se pianista no Chat Noir, onde se apresentou ao gerente como sendo "gymnopedista", e Auberge du Clou, onde conheceu Debussy. O título Gymnopédie é tido como derivado do antigo festival grego Gymnopaedia, dedicado ao deus Apolo, onde jovens nus dançavam ao som da música de flauta e lira. No Chat Noir, aproximou-se do humorista Alphonse Allais, que o apelidou "Esotérik Satie".
A música de Satie foi na altura apreciada por poucos e desprezada pela maioria dos compositores e críticos musicais. Diversas fragilidades lhe costumavam ser apontadas, a mais importante das quais se referia à sua deficiente formação enquanto compositor e pianista. Dizia-se então que as suas miniaturas musicais com escalas pouco convencionais, harmonias estranhas e uma total ausência de virtuosismo instrumental eram apenas o reflexo de um compositor de fracos recursos técnicos.
Em 1891, influenciado pelo amigo Joseph-Aimé Péladan, ingressou na Ordem Cabalística da Rosa-Cruz, uma instituição voltada para o esoterismo, e também escreveu algumas composições para as cerimônias rosacrucianas. Insatisfeito, mais tarde fundou sua própria igreja, "L'Eglise Métropolitaine d'Art de Jésus Conducteur" ("A Igreja Metropolitana de Arte e Jesus como Guia"), da qual era o único membro, e excomungava todos que discordassem dele.
Seu único amor foi Suzanne Valadon, pintora pós-impressionista e modelo dos pintores Renoir e Degas. O romance, que durou só seis meses, começou em 14 de janeiro de 1893 e Satie a pediu em casamento logo no primeiro dia, mas ela acabou se casando com outro. Em 1898 deixou Montmartre e se mudou para um modesto quarto na Rue Cauchy, 22, em Arcueil, subúrbio industrial de Paris, onde morou pelo resto de sua vida. Caminhava nove quilômetros todos os dias para ir tocar em Montmartre.

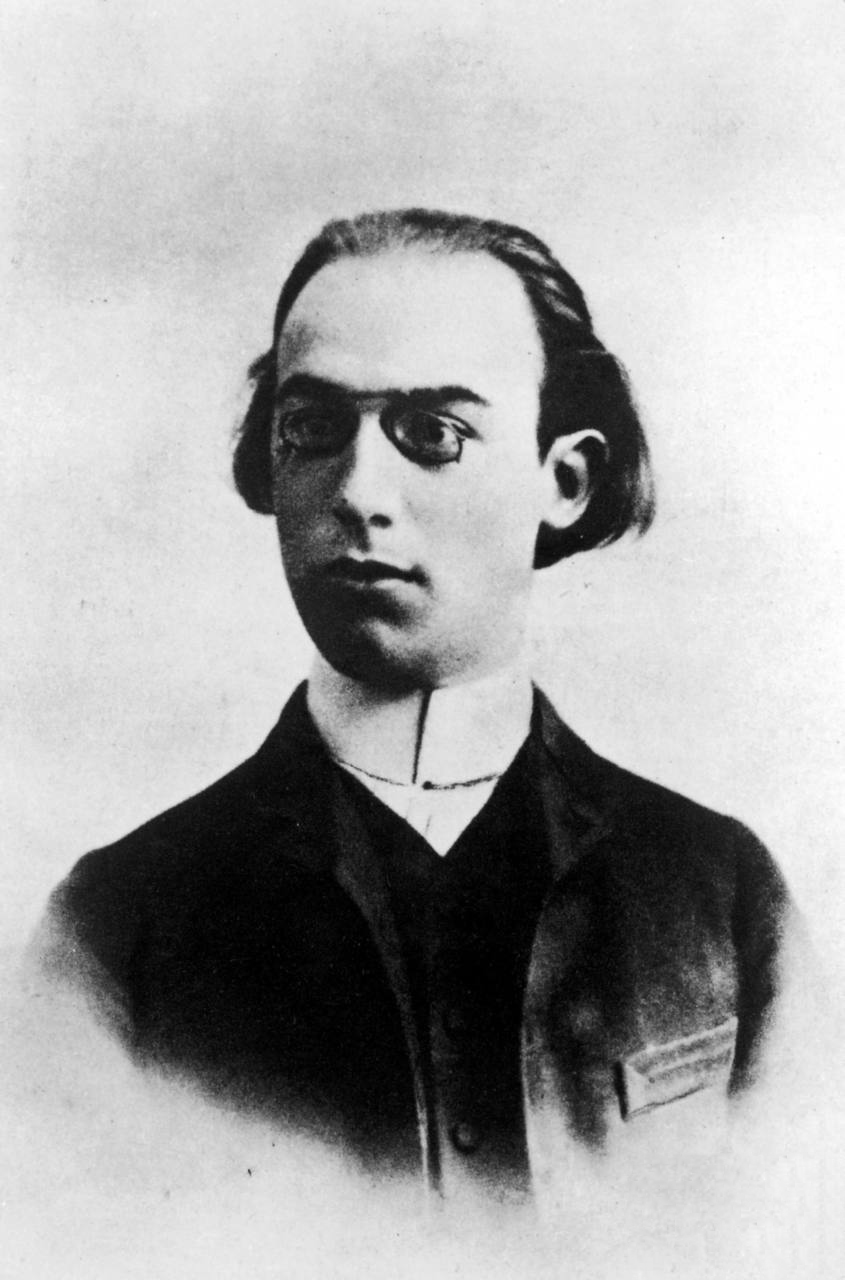
Erik Satie em 1900.

Satie foi um dos precursores do minimalismo, abolindo as estruturas complexas e sofisticadas, com absoluto despojamento e simplicidade da forma. Seu primeiro exemplo foi a peça Vexations (1893), formada por 32 compassos que se repetem 840 vezes.
Com quase quarenta anos, surpreendeu a todos quando resolveu voltar a estudar. Em 1905 ingressou na Schola Cantorum de Paris e estudou contraponto e orquestração com Vincent d'Indy e Albert Roussel. Havia abandonado por algum tempo a vida boêmia a que se entregara com empenho — incluindo as sessões do Chat Noir, onde tocava todas as noites. Após três anos recebeu o diploma com a avaliação "très bien" (muito bom).
Acabou por se desinteressar das aulas e, após cerca de quinze anos sem compor, decidiu retomar a composição e regressar à vida noturna de Paris. Mas as suas peças continuaram a ser profundamente originais e discretamente subversivas, buscando inspiração num ambiente artístico estranho aos circuitos institucionais: os bares e cabarets que ele conhecia tão bem. Sua música passou a ganhar atenção a partir de 1911: Maurice Ravel chegou a relevar à Sociedade Internacional de Música algumas de suas obras.
Quatro anos depois, atraiu o interesse também de Jean Cocteau, o que proporcionou a produção de obras mais ambiciosas, como balés e uma cantata. Por exemplo, o balé Parade (1917) foi concebido para o Ballet Russes de Serguei Diaguilev. Satie compôs a música, inovadora e original, na qual incorporou sons de máquina de escrever, sirene e tiro de pistola, e que foi objeto de escândalo. Cocteau escreveu o argumento. Pablo Picasso cuidou do cenário e do vestuário: os dois foram grandes amigos, e Picasso disse inclusive que Satie foi uma das influências mais importantes em sua vida.
Nesse balé apareceu pela primeira vez o termo surrealismo, usado por Apollinaire sobre a obra, para descrever uma criação artística que explora o mundo dos sonhos e do subconsciente. A palavra "surrealismo" descreveu mais tarde todo um movimento artístico e literário que viria a surgir.
Sob encomenda da princesa de Polignac, escreveu em 1918 Socrate (ópera), drama sinfônico para quatro sopranos e pequena orquestra, com textos de Platão traduzidos por Victor Cousin, de uma austeridade extrema. Sua obra-prima que marcou sua mudança de estilo e gênero.
Satie foi mentor do grupo chamado Les Six, uma banda de vanguarda que reagiu contra a influência do romantismo e do impressionismo na música. Esse grupo era composto por Darius Milhaud, Arthur Honegger, Francis Poulenc, Georges Auric, Louis Durey e Germaine Tailleferre, e tinha a supervisão de Jean Cocteau. Batizado por certo jornalista no começo de 1920, o nome era uma alusão ao Grupo dos Cinco.
Em 1923, foi formada Escola de Arcueil, formada pelos discípulos de Satie (sob supervisão do próprio) Henri Pawl-Pleyel, Roger Desormière, Maxime Jacob e Henri Sauguet.
Após anos de bebedeira, morreu de cirrose em 1 de julho de 1925. Em seu quarto acharam, atrás de seu velho piano, uma composição que acreditavam perdida, que ele tinha escrito uns 26 anos antes, chamada Jack-in-the-box.

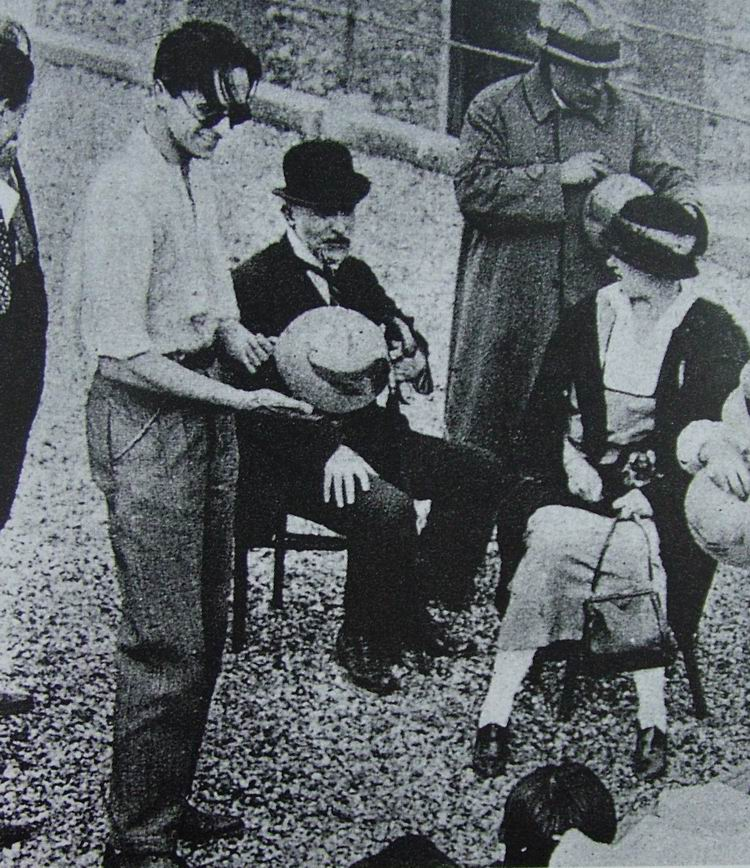
Regisseur Renee Clair e Erik Satie, 1924

## Características
Era um sujeito excêntrico e irreverente. Além de compor, Satie também gostava de escrever e fazer caricaturas, inclusive dele mesmo. Seus escritos autobiográficos, Mémoires d'un Amnésique, fizeram sucesso. Escreveu também escritos em forma de grafonola e Cahiers d'un Mammifère, um livro com poemas, canções e relatos que revelam seu estilo irônico.
Media 1,67 m. Era famoso por possuir doze ternos idênticos cinza de veludo e fazia coleção de guarda-chuvas e cachecóis. Detestava sol. Tinha mania de comida branca: arroz, ovo, coco, peixe, nabo, queijo, entre outras.
Criou o belo tema de abertura do programa Clássicos (TV Cultura) que chama-se Gymnopédie nº 1 das "Trois Gymnopédies" (1888), trata-se de uma composição para piano solo.

## Criações
Foi o inventor da música ambiente, que ele chamava de musique d'ameublement. A música sendo usada como uma mobília, para preencher o ambiente. Segundo ele, era uma música que fizesse parte dos ruídos naturais e os levasse em conta, sem se impor, que tomasse conta dos estranhos silêncios que ocasionalmente caíam sobre os convidados, e que neutralizasse os ruídos da rua. Mas sua música não funcionava porque as pessoas insistiam em ficar quietas prestando atenção ao seu desempenho. Daí ele gritava nervoso: "Falem alguma coisa! Mexam-se! Não fiquem aí parados só escutando!". Na época sua ideia pareceu uma piada. Outra coisa interessante eram as instruções de interpretação que ele anotava em suas partituras.

## Obras para piano
- Trois Gymnopédies (1888)
- Trois Gnossiennes (1890)
- Allegro (1884)
- Fantaisie-valse (1885)
- Valse-ballet (1885)
- 4 Ogives (1886)
- 3 Sarabandes (1887)
- Première pensée Rose+Croix (1891)

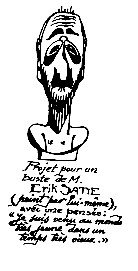
Auto-retrato de Erik Satie

- Fete donnée par des Chevaliers Normands en l'honneur d'une jeune demoiselle (1892)
- Danses gothiques (1893)
- Modéré (1893)
- Vexations (1893)
- Deux Pièces froides (1897)
- Poudre d'or (1901)
- Trois Morceaux en forme de poire (1903) - escreveu quando foi acusado de compor músicas que não tinham nenhuma forma.
- Le Piccadilly (1904) - um misto de vaudeville e jazz.
- Passacaille (1906)
- Prélude en tapisserie (1906)
- Nouvelle pièces froides (1910)
- En habit de cheval (1911)
- Trois véritables préludes flasques (pour un chien) (1912)
- 4 préludes flasques (pour un chien) (1912)
- Les Pantins dansent (1913)
- Chapitres tournés en tous sens (1913)
- Croquis et agaceries d'un gros bonhomme en bois (1913)
- Embryons desséchés (1913) - tem duas partes: uma forte e rápida e outra lenta e melodiosa. Termina repetindo várias vezes o mesmo acorde.
- Enfantillages pittoresques (1913)
- Menus propos enfantins (1913)
- Peccadilles importunes (1913)
- Vieux sequins et vieilles cuirasses (1913)
- Heures séculaires et instantanées (1914)
- Les 3 valses du précieux dégouté (1914)
- Sports et divertissements (1914)
- Trois Valses distinguées du précieux dégoûté (1914)
- Trois poèmes d'amour (1914)
- Choses vues à droite et à gauche, sans lunettes (1914)
- Avant-dernières pensées (1915)
- Trois maladies (1916)
- Sonatine bureaucratique (1917) - uma paródia bem-humorada de Clementi, escrita como uma sátira à onda neoclássica que começava a aparecer.
- 5 Nocturnes (1919)
- Premier menuet (1920)
- Reverie de l'enfance de Pantagruel (1920)
- Ludions (5 mélodies) (1923)

## Influência
Sua obra influenciou a vanguarda parisiense do começo do século XX, artistas como Claude Debussy, Maurice Ravel, Francis Poulenc e Henri Sauguet. Caio Fernando Abreu, no livro Morangos Mofados, em um dos seus contos indica ser lido ao som de Erik Satie.

### Fonte
- Sadie, Stanley.  Jorge Zahar Ed., ed. Dicionário Grove de música: edição concisa. 1994. Rio de Janeiro: [s.n.] ISBN 85-7110-301-1
- MASSIN, Jean; MASSIN, Brigitte.  Nova Fronteira, ed. História da Música Ocidental. 1997. Rio de Janeiro: [s.n.] ISBN 85-209-0907-8
- Dicionário enciclopédico Koogan-Larousse-Seleções - Ed. 1982
- Guia dos Clássicos Populares